# Lupane
Lupane is een stad in Zimbabwe en is de hoofdplaats van de provincie Matabeleland North.
Lupane ligt op een hoogte van 975 meter en telde in 2006 ongeveer 1600 inwoners. De plaats is gelegen aan de autoweg A-8 van Bulawayo naar Hwange. 
Lupane is een bolwerk van de politieke beweging Beweging voor Democratische Verandering – Tsvangirai. Bij verkiezingen begin 21e eeuw zouden er bijna 300 doden zijn gevallen, en hebben zich bijna 200 gevallen van foltering voorgedaan onder aanhangers van het MDC, door milities van het ZANU-PF.
Lupane heeft een steppeklimaat, waar in het noorden richting Gokwe katoen wordt verbouwd en langs waterlopen ook mais. Een agrarisch probleem is het optreden van overbeweiding. Ten westen van Lupane liggen het Sikumbi Forest Reserve en het Hwange National Park.
Lupane beschikt over basis- en voortgezette scholen. Het St. Luke’s ziekenhuis werd in de jaren 1950 door de Duitse Hanna Davis-Ziegler en missionaris Odilo Weeger gesticht en opgebouwd. Met de bouw van de Lupane State University is in mei 2006 een begin gemaakt, er komen een agrarische, een bedrijfskundige en een sociale faculteit.
In de regio is onderzoek gedaan naar het voorkomen van gas in de bodem. Er zou een hoeveelheid van 370 miljoen km³ kolengas in de bodem kunnen zitten, met een gehalte van 95% methaan. In de rivier de Bubi is in 2010 een dam gebouwd om het district Lupane van water te voorzien. Ook werd een waterzuiveringsinstallatie gebouwd.